# Buchbach (Alsó-Ausztria)
Buchbach osztrák község Alsó-Ausztria Neunkircheni járásában. 2019 januárjában 343 lakosa volt.

## Elhelyezkedése

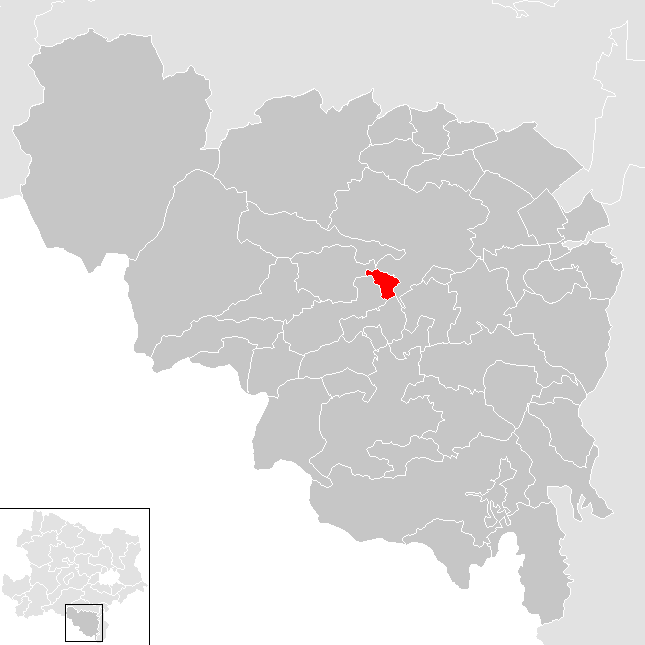
Buchbach a Neunkircheni járásban

Buchbach Alsó-Ausztria Industrieviertel régiójában fekszik a Schwarza folyó völgyében, a Buchbach folyó mentén. Legmagasabb hegyei a Weißjackl (805 m) és a Kohlberg (708 m). Az önkormányzat 2 településrészt, illetve falut egyesít: Buchbach (239 lakos 2019-ben) és Liesling (104 lakos).  
A környező önkormányzatok: északkeletre Ternitz, délre Enzenreith, délnyugatra Gloggnitz, északnyugatra Prigglitz. 

## Lakosság
A buchbachi önkormányzat területén 2019 januárjában 343 fő élt. A lakosságszám a csúcspontját 1890-ban érte el 455 fővel, aztán 1971-ig csökkenésnek indult; azóta többé-kevésbé gyarapodó tendenciát mutat. 2017-ben a helybeliek 96,1%-a volt osztrák állampolgár; a külföldiek közül 1,2% a régi (2004 előtti), 0,3% az új EU-tagállamokból érkezett. 0,6% a volt Jugoszlávia (Szlovénia és Horvátország nélkül) vagy Törökország, 1,8% egyéb országok polgára volt. 2001-ben a lakosok 81,3%-a római katolikusnak, 3,1% evangélikusnak, 2% mohamedánnak, 12% pedig felekezeten kívülinek vallotta magát. Ugyanekkor a német mellett (97,5%) a nagyobb nemzetiségi csoportokat a törökök alkották 1,4%-kal. 
A lakosság számának változása:

| 2016 | 347 |
| 2018 | 330 |

## Fordítás
- Ez a szócikk részben vagy egészben  a   Buchbach (Niederösterreich) című német Wikipédia-szócikk ezen változatának fordításán alapul.  Az eredeti cikk szerkesztőit annak laptörténete sorolja fel. Ez a jelzés csupán a megfogalmazás eredetét és a szerzői jogokat jelzi, nem szolgál a cikkben szereplő információk forrásmegjelöléseként.